# 红头长尾山雀
红头长尾山雀（学名：Aegithalos concinnus）为长尾山雀科长尾山雀属的雀形目鸟类，又名红头山雀或紅頂山雀、俗稱小老虎、红宝宝儿、红白面只，常见於東亞、南亞等地區中低海拔山區，分布于巴基斯坦、尼泊尔、锡金、不丹、印度、孟加拉、缅甸、老挝、越南、台灣以及中国的自西藏、长江流域从四川东抵江苏沿海地带、北至甘肃、陕西、河南等省南部、南抵云南、贵州、广西、广东、福建等地，一般栖息于灌丛或乔木间。该物种的模式产地在浙江舟山。红头长尾山雀經常與山雀科和畫眉科的鳥類混淆。

## 特徵
長度約10公分。頭及腰為赤褐色，有一條寬而黑之腰帶，尾羽為濃灰色，飛羽為黑褐色，腹白色，成鳥喉處有黑色濃斑，嘴黑色，腳紅褐色，尾下羽為濃栗色。

## 棲息地
分佈於密林、闊葉林、針混合林及針葉林等上層。

## 食物
以果實、小型昆蟲和蜘蛛為食。

## 亚种

### Iradalei亚种组

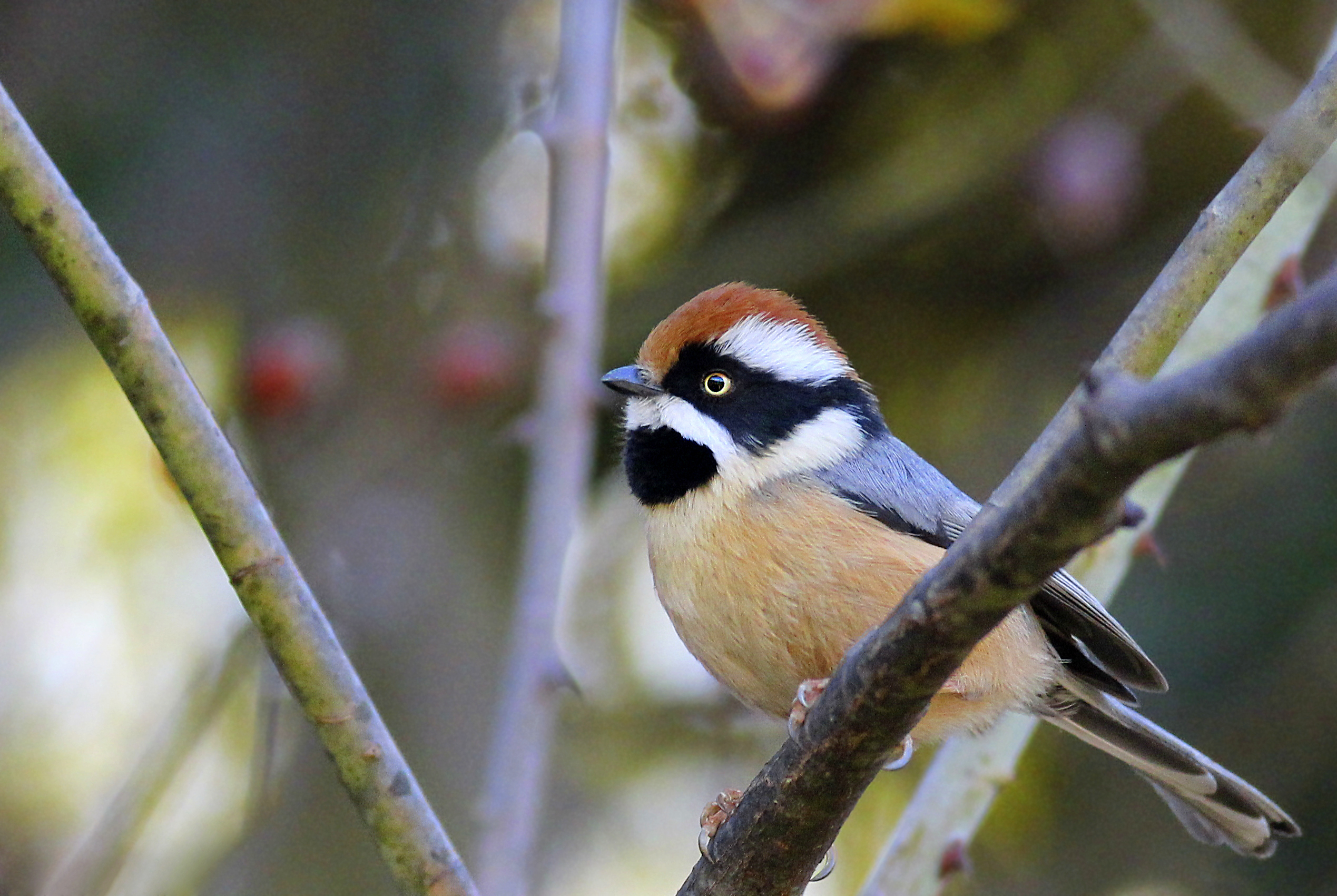
南方亞種

- 红头长尾山雀南方亚种（学名： (Stuart Baker, 1920) ）。分布于巴基斯坦、尼泊尔、锡金、不丹、印度、孟加拉以及西藏等地。该物种的模式产地在印度西北部西姆拉。[3]

### Concinnus亚种组
- 红头长尾山雀印東亚种（学名： (Hume, 1888)）。分布於印度东北部和缅甸西部。
- 红头长尾山雀指名亚种（学名： (Gould, 1855)）。分布于台灣以及中国的长江流域诸省、自四川以至湖北、湖南、江西、东抵江苏、浙江、安徽、北达甘肃、陕西、南抵贵州、广东、广西、福建等地。该物种的模式产地在浙江舟山。[4]
- 红头长尾山雀云南亚种（学名： (Rippon, 1903)）。分布于缅甸、老挝、越南以及中国大陆的四川、贵州、云南等地。该物种的模式产地在云南宾川县鸡足山。[5]
- 红头长尾山雀中南亚种（学名： (Rippon, 1900)）。分布於缅甸东部和泰国西北部。

### Annamensis亚种组
- 红头长尾山雀東南亚种（学名： (Robinson & Kloss, 1919) ）。分布於老挝南部、越南以及与柬埔寨接壤的地区。